# 乔瓦尼·维奥拉
乔瓦尼·维奥拉（義大利語：Giovanni Viola，1926年6月20日—2008年7月7日），意大利男子足球运动员，场上位置是守门员。他曾代表意大利国家队参加1954年国际足联世界杯，结果获得第十名。